# 方振淵
方振淵 （1928年6月17日—），出生於日治台南州嘉義郡嘉義街北門內(今嘉義市東市場附近)。父親方再添，職業樂師、後來從商。母親方江素來自嘉義市郊「山仔頂」，家中排行第三的農家女。

## 生平

### 求學
方振淵1934年小學就讀白川公學校(今嘉義市西區大同國民小學)，就讀公學校六年；1940年舉家遷居至宜蘭，轉學至台北州宜蘭市旭公學校(今宜蘭市中山國民小學)，並於1941年，考取台北州立宜蘭農林學校(今國立宜蘭大學)。在1943年，又隨父母親搬家回台南州新化街，轉學重考嘉義農林學校(今國立嘉義大學)。

### 1945年之後
1945年8月15日二次世界大戰結束，舉家遷移高雄市，翌年7月插班進入高雄中學(昔日省立高雄第一中學)高中部二年級，擔任高雄中學學生自治會會長。1947年台北暴發二二八事件，因情勢緊張，決議成立學生自衛隊，並推李榮河、陳仁悲2位同學，分任隊長、副隊長，以便受到攻擊時保護校園:p150。
考上臺灣大學經濟系，受白色恐怖影響，1954年因莊水清匪諜案入獄7年9個月。1962年出獄後因謀職不易，投入翻譯服務，1966年一手創立了統一翻譯社(現名「統一數位翻譯股份有限公司」)，至今仍是臺灣最具規模的翻譯公司之一:p144。

### 晚年生活
方振淵擔任臺北市翻譯公會理事長、臺灣翻譯學會理事。自1983年投身扶輪社活動，1987年籌劃設立臺北北門扶輪社，更於1997年擔任國際扶輪3480地區總監，致力參與社會服務。
2006年起，健康因素考量，開始接觸國際標準舞，除擔任中華民國國際運動舞蹈發展協會理事長外，自2011年2月28日起，每年應邀於WDC職業國際標準舞世界大賽，在台北小巨蛋擔任表演貴賓。高齡91歲的方振淵，亦曾受邀採訪，分享其「養生之道」，除飲食、運動之外，較廣為人知的是「倒立飲酒」。

## 二二八事件與雄中自衛隊成立
1946年，方振淵考入「臺灣省立高雄第一中學」(現高雄中學)。當時的校園風氣自由，戰後第一任校長是林景元思想上較為開放，也讓學生有自主的權力。方振淵的同學中，有些從日本回來、對於政治的看法強烈的學生，主張為了學生權益，要求學校讓學生們成立自治會。自治會成立後，方振淵被推選為會長:p148,149。
二二八事件爆發後，方振淵以自治會會長的名義在禮堂召集所有學生，向在校生們說明臺北發生的情形，並請大家面向北邊，對犧牲的人默哀。隨著時間發展，謠傳紛湧而至、真假也無從判斷，事件一路由北向南漫延，從臺北、新竹、臺中、彰化、嘉義、臺南到高雄，都傳出打人或暴力事件。高雄街頭出現許多暴力攻擊事件。開始有些外省籍的鄰居或同學家屬躲進雄中校園避難:p150。
為保護校園，不讓軍隊進入，學生自治會開會討論後，自覺有義務保護高一及初中部學生與進入校園避難的市民，於是成立自衛隊，推選李榮河為隊長，考量到可能需要武力拚駁，由體格勇猛棒球隊為主幹，加上高中部學生有接受過軍事訓練，並從校園內軍械庫中找出學生軍事訓練用的日本三八式步槍及古董的一八二式步槍:p150。
軍隊先行佔領高雄火車站，許多學生搭火車上學，皆受軍隊阻止，甚至採取管制措施，當時通勤學生不僅有高雄一中，還有鄰近的高雄工職、高雄女中及高雄商職的學生。雄中自衛隊與軍隊駁火完後，高雄中學大樓東側因為靠近面向火車站，所以牆面上留下滿滿的彈痕累累的景象，在西側這一邊的教室，人心惶惶，很多學生陸續散去:p150,151。
一陣陰錯陽差的爆破聲被誤以為是軍隊進攻，眾人一轟而散。方振淵與初中部的林姓學弟及一些學生，退避至三塊厝的住宅區。持續躲了幾天，感覺事件似乎已經平息不少，才裝作若無其事的出外打聽消息，沿著小巷弄一路返回鹽埕埔光復路的家中:p150,151。

### 雄中自衛隊返校活動參與
- 2018年3月4日，高市議員蕭永達與高雄西區扶輪社、台北北門扶輪社，共同主辦「英雄返校─雄中自衛隊出巡」活動，邀當年雄中學生、91歲的陳仁悲和方振淵，帶領雄中、雄女、雄工、雄商4校學生，從雄中步行至高雄車站，重現當年巡視路線[2]。
- 2019年2月24日， 紀念228，91歲會長參加「英雄返校，雄中自衛隊出巡」紀念活動[3][4]

## 白色恐怖事件

### 經歷
方振淵與莊水清是雄中高中部同學，曾向莊借閱《經濟學入門》等書籍閱讀，在中學期間，莊當面邀請方振淵參加「臺灣民主同盟」讀書會，方振淵當下拒絕，並沒有答應。
匪諜案爆發後，官方指控方振淵明知莊水清（高雄三民國校教師，被判死刑）為匪諜而不告密檢舉，方振淵因此被判有期徒刑7年，另加感化。行刑4年多辦理假釋，而後又被送到土城教育所感化訓練3年多，服刑期間由1954年9月24日至1962年7月9日，共計7年9個月16天。
。
| 年份 | 過程 |
| ---- | --- |
| 1950 | 被官方指控而輟學。(台大經濟系一年級結束) |
| 1951 | 經好友介紹到臺灣省臺中區農林改良場，擔任臨時雇員，躲匿2年。 |
| 1954 | - 9月24日，回嘉義補辦戶口校正，在嘉義縣警察局遭到逮捕。隨即解送台北警務處，關押至11月17日。 - 11月17日移送青島東路保安司令部軍法處偵辦。 - 11月25日被起訴。 - 12月20日判決，以「明知為匪諜而不告密檢舉」罪名，判處方振淵有期徒刑7年，於刑之執行完畢或赦免後交付感化其期間另以命令定之。 - 判刑後，關押於安坑的國防部軍人監獄。被派擔任外役。 |

### 平反
2019年2月27日，方振淵於白色恐怖時代被羅織罪名的刑事判決被撤銷。
2019年7月7日，行政院促轉會在臺北喜來登大飯店舉行最後一波「刑事有罪判決撤銷公告儀式」，方振淵亦受邀參加，在現場總統蔡英文等人的見證下重獲清白。

## 創立翻譯社
1962年7月9日，方振淵出獄後經朋友介紹，先後進入PVC膠膜公司、伍順油脂公司擔任業務員。因其曾為政治犯的身份，使他求職不易。由於受日本教育出身的方振淵對語言有興趣，戰後亦曾就讀臺灣大學，方振淵結合自身對語言的興趣，嘗試承攬工廠、公司行號或商人的資料翻譯工作，開始在家從事翻譯。
1960年代「統一翻譯社」草創時期，從三張桌子開始經營，從剛開始的中、日、英、德、法、西等幾種語言，方振淵並在當時模範出版社的請託下，編撰了《英漢百科辭典》。
翻譯社逐漸在業界站穩腳步，2001年，方振淵將其經營的翻譯社更名為「統一數位翻譯股份有限公司」，成為跨國多語翻譯公司，承譯140多種語文，並建立全球翻譯網絡，陸續在日本、韓國、香港、新加坡、越南、印尼、泰國、印度、歐洲、荷蘭以及北美等地設立公司或服務據點，營運至今。